# Mulheres (livro)
Mulheres (Women no original) é o terceiro romance escrito pelo escritor Charles Bukowski, publicado em 1978 pela editora Black Sparrow Books nos Estados Unidos, em 2011 pela L&PM Editores no Brasil.

## O livro
Após um longo período de jejum sexual, sem desejar mulher alguma, Henry Chinaski, se relaciona com algumas mulheres, bagunça suas almas, rompe corações, as enlouquece, as faz sofrer. E no fim elas ainda o consideram um bom sujeito. 

## Personagens
Henry Chinaski representa o alter ego do próprio Charles Bukowski. Um escritor alcoólatra, misantrópico e amante de música clássica.
Lydia escultora, divorciada é a grande paixão de Hank.